# Ottilie Stibaner

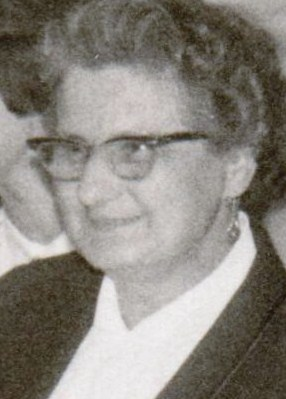
Ottilie Stibaner, Deutsche Schachmeisterschaft der Frauen 1964 in Bremen

Ottilie Hedwig Stibaner (* 17. April 1908; † 23. Mai 1972) war eine deutsche Schachspielerin.

## Schachliche Erfolge
Ottilie Stibaner gewann zwölf Damenmeisterschaften des Hessischen Schachverbandes (1947, 1948, 1949, 1952, 1955, 1957, 1960, 1961, 1963, 1964, 1965 und 1966).
Sie wurde Erste bei der Deutschen Meisterschaft der Frauen 1965 in Wangen im Allgäu. Den zweiten Platz hinter Ursula Wasnetsky belegte sie 1968 in Fürstenfeldbruck. Insgesamt belegte sie bei acht deutschen Einzelmeisterschaften einen der ersten drei Plätze: 1942 in Bad Oeynhausen Zweite hinter Edith Keller, sowie 1947 in Seesen, 1949 in München und 1957 in Lindau (Bodensee) jeweils Dritte, 1960 in Büdingen Zweite hinter Maria Scheffold, 1965 in Wangen Erste, 1968 in Fürstenfeldbruck Zweite und 1971 in Zell am Harmersbach Dritte.
An der Schacholympiade der Frauen 1966 in Oberhausen nahm sie für das bundesdeutsche Team teil.
Vereinsschach spielte Ottilie Stibaner für die Schachfreunde Frankfurt 1921.

## Ehrungen
Die Verbandsehrennadel in Gold des Hessischen Schachverbandes erhielt sie 1975.